# Peter Wehle
Peter Wehle (9 de mayo de 1914 - 18 de mayo de 1986) fue un compositor, escritor, artista de cabaret y actor de nacionalidad austriaca.

## Biografía

### Estudios y servicio militar
Nacido en Viena, Austria, Peter Wehle estudió de niño en el Schottengymnasium de Viena, en el cual estudiaron, entre otras, personalidades como Franz Grillparzer, Johann Nestroy, Johann Strauss y Carlos I de Austria y IV de Hungría. A fin de hacerse cargo del bufete de abogados de su padre, Wehle estudió jurisprudencia en la Universidad de Viena. Su formación, interrumpida por un año de servicio militar en el cuartel Breitenseer Kaserne, finalizó en marzo de 1939 con el título de doctor. Así mismo, mientras estudiaba trabajó como pianista de bar y compuso canciones de cabaret y revista, además de probar como maestro de capilla.
En la Segunda Guerra Mundial Wehle, a partir de enero de 1940, hubo de servir en Francia. En Viena, su padre fue advertido de que debía abandonar su bufete a causa del origen judío de su familia. A la unidad de Wehle llegó la orden de que debía retirarse o ser degradado. Sin embargo, el General Hubert Obermair, más tarde uno de los primeros oficiales de las Fuerzas Armadas de Austria, ignoró la orden, y Wehle siguió en servicio.
Más tarde su unidad fue desplegada en el frente oriental. Debido a su capacidad como locutor, fue a menudo utilizado por los servicios de interpretación en Francia, Rusia y Ucrania. Poco antes de la derrota alemana en la Batalla de Stalingrado, fue trasladado a Viena, donde aprendió serbio.
En Viena hizo amistad con Gunther Philipp, a quien conoció en un hospital militar, y en 1943 aprendió griego moderno. En abril de 1943 fue transferido a Salónica. Allí fue pianista y cantante en una emisora radiofónica militar, Soldatensender Belgrad, conciendo a Theo Mackeben y Evelyn Künneke.
Wehle fue trasladado de nuevo a Viena en 1944. En los últimos días de la guerra huyó al Tirol y, tras un período como secretario del político Ludwig Draxler en Innsbruck, entró a trabajar en el teatro en Salzburgo.

### Die kleinen Vier
Con Gunther Philipp (más adelante sustituido por Rolf Olsen), Fred Kraus y la exbailarina de la Ópera Estatal Eva Leiter en 1948 fundó el conjunto de cabaret Die kleinen Vier. Por mediación de Franz Antel y con difusión por la Bayerischer Rundfunk, en 1949 el conjunto actuó a lo largo de Alemania Occidental y Suiza. En la gira conoció a Vico Torriani y Caterina Valente, ambos en el comienzo de su carrera. Según sus memorias, el grupo nunca llegó a disolverse, aunque en los años 1950 las diferentes obligaciones de sus componentes dificultaba que se pudieran reunir. Sin embargo, en 1970 hicieron una actuación de carácter nostálgico y en su línea original en Munich.

### Teatro en Viena
Wehle actuó en 1948 en el Theater in der Josefstadt de Viena en la obra de William Saroyan Time of our life, con Maria Andergast, Lotte Lang, Attila Hörbiger, Leopold Rudolf y Paul Hubschmid, bajo la dirección de Rudolf Steinboeck.

### Colaboración con Gerhard Bronner
Wehle conoció en 1948 a Gerhard Bronner, con el que trabó una duradera amistad. En conjunto, a lo largo de los años Bronner y Wehle escribieron más de 1000 textos y melodías.
En los años 1950 ambos formaron parte del grupo de cabaret Namenloses Ensemble, en el que también se incluían Michael Kehlmann, Helmut Qualtinger, Georg Kreisler, Louise Martini y Carl Merz. Bronner y Wehle fundaron en 1978 el programa radiofónico satírico y dominical Der Guglhupf, cuya última emisión se radió en 2009, y en cuyo equipo figuraban Lore Krainer y Herbert Prikopa.

### Compositor
Peter Wehle fue también compositor, escribiendo para artistas como Marika Rökk, Johannes Heesters, Paul Hörbiger, Willi Forst, Eddie Constantine, Peter Cornelius, Peter Alexander y Marianne Mendt. Por la canción Da sprach der alte Häuptling der Indianer, interpretada por Gus Backus, recibió un disco de oro en los años 1950.

### Fallecimiento
Peter Wehle falleció en  Viena, Austria, en 1986. Fue enterrado en el Cementerio central de Viena. Por su actividad artística, recibió una estrella en el Walk of Fame des Kabaretts, en Maguncia.
Peter Wehle tuvo un hijo en 1967, Peter, también artista de cabaret, músico y escritor.

## Obras

### Comedias musicales
- 1947: Das singende Haus
- 1947: Klimbim (con Karl Farkas)
- 1953: Das heiße Eisen (con Gerhard Bronner y Fritz Eckhardt)
- 1957: Ich und der Teufel (con Gerhard Bronner)
- 1963: Die unruhige Kugel (con Gerhard Bronner)

### Libros
- 1977: Die Wiener Gaunersprache
- 1980: Sprechen Sie Wienerisch? Von Adaxl bis Zwutschkerl
- 1982: Sprechen Sie ausländisch? Von Amor bis Zores
- 1983: Der lachende Zweite. Wehle über Wehle (Autobiografía)
- 1986: Singen Sie Wienerisch? Eine satirische Liebeserklärung an das Wienerlied